# Kapelle St. Georg (Banie)

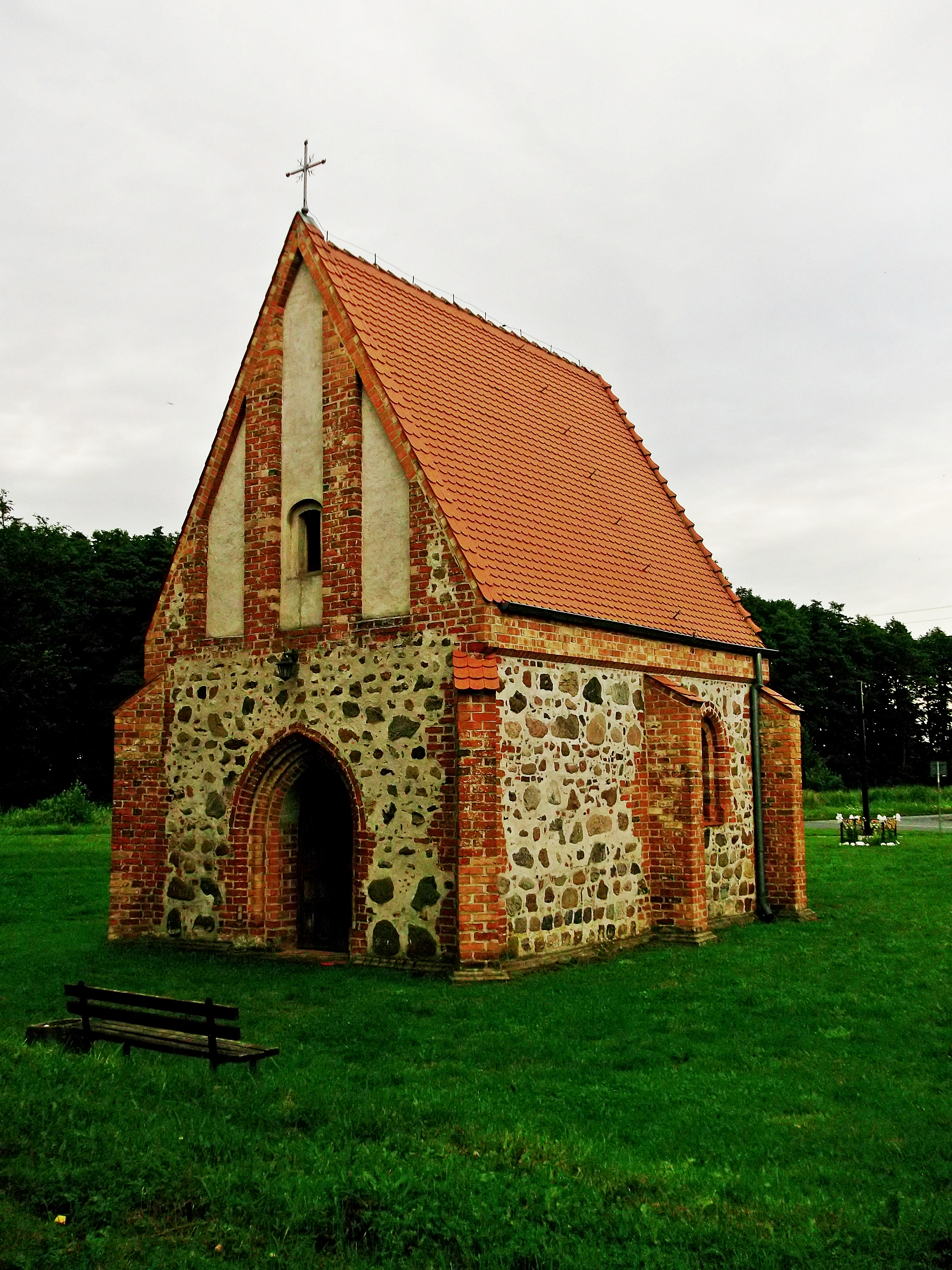
Kapelle St. Georg

Die Kapelle St. Georg (polnisch Kaplica św. Jerzego) ist ein gotischer Backsteinbau in Banie (Bahn) in Pommern.

## Geschichte
Das St.-Jürgen-Hospital lag direkt am Königsberger Tor außerhalb der Stadt. Es war wahrscheinlich für Personen mit ansteckenden Krankheiten gegründet worden, wie andere Georgenhospitäler auch. 1417 gründete der Magistrat dort ein Armenhaus für jeweils sechs Bewohner. Eine neue Kapelle wurde noch im 15. Jahrhundert erbaut.
1498 geschah beim Passionsspiel nahe der Kapelle eine Tragödie. Bei dieser wurde der Jesusdarsteller am Kreuz absichtlich erstochen, fiel dann auf die Mariendarstellerin und tötete diese, danach wurde der Mörder erwürgt und später der Johannesdarsteller dafür gerädert. Seither fanden keine Passionsspiele in Bahn mehr statt.
Aus dem Jahr 1570 ist eine Ordnung des St.-Georgs-Hospitals erhalten, in der der Magistrat als Patron (Eigentümer), der Superintendent als Aufseher und ein Provisor als Vorsteher beschrieben wurden. Das Georgshospital bestand als Armenhaus wahrscheinlich bis 1945.
Danach verfiel die Kapelle. 1997 wurde sie wieder instand gesetzt und ist seit 1998 katholische Kirche.